# Phyllonycteris poeyi
Phyllonycteris poeyi is een zoogdier uit de familie van de bladneusvleermuizen van de Nieuwe Wereld (Phyllostomidae). De wetenschappelijke naam van de soort werd voor het eerst geldig gepubliceerd door Juan Gundlach in 1860.

## Voorkomen
De soort komt voor in Cuba en op Hispaniola.